# Hugo Saurén

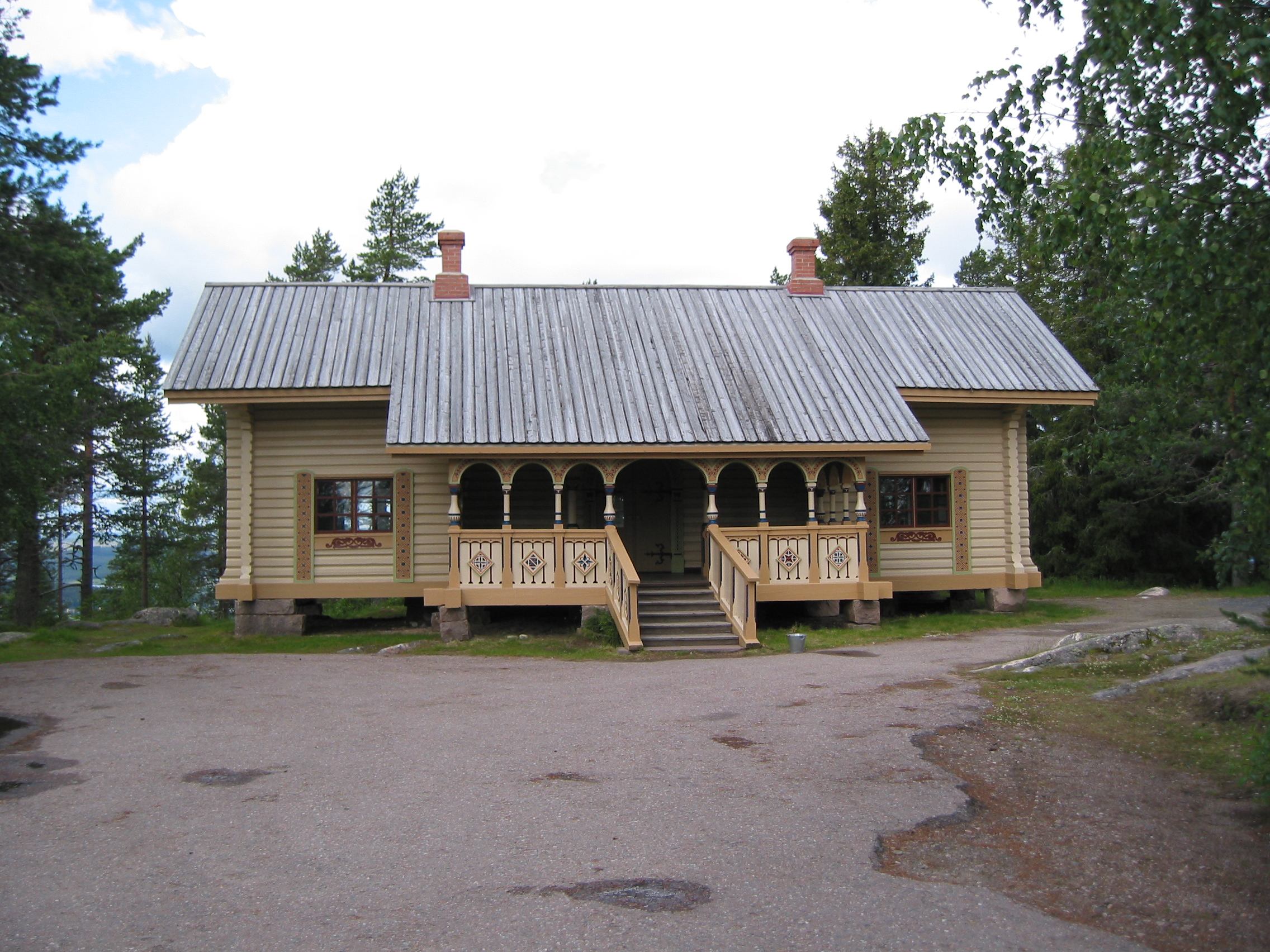
Kejsarstugan.

Hugo Emil Saurén, född 3 juni 1860 Helsingfors, död där 24 september 1927, var en finländsk arkitekt. 
Saurén utexaminerades som arkitekt 1881. Han vann under studieåren en arkitekttävling om en kejserlig jaktstuga på Aavasaksa i Lappland. Denna färdigställdes 1882, men tsar Alexander II besökte den aldrig på grund av orostider. Saurén var från 1889 även verksam som verkställande direktör för Ab Tollander & Klärichs tobaksfabrik.